# Imposta unica comunale
L'Imposta unica comunale (IUC) era un'imposta del sistema tributario italiano introdotta dalla legge di stabilità per il 2014 (L. 27 dicembre 2013, n. 147, in materia di "Disposizioni per la formazione del bilancio annuale e pluriennale dello Stato"). L'intento alla base di tale imposta era rendere organica la disciplina relativa alla tassazione locale sugli immobili. Nonostante la denominazione, che rimanda ad unicità, la IUC non andava comunque a sostituire tutti i tributi municipali e riuniva in sé tre componenti: l'IMU (Imposta municipale propria), la TASI (Tributo per i servizi indivisibili) e la TARI (Tassa sui rifiuti). Con la Legge di Bilancio 2020 (L. 27 dicembre 2019, n.160, in materia di "Bilancio di previsione dello Stato per l'anno finanziario 2020 e bilancio pluriennale per il triennio 2020-2022") viene soppressa la TASI e subentra la nuova IMU.

## Disciplina fondamentale
L'Imposta unica comunale presenta una struttura tripartita: come detto in precedenza, è infatti composta da IMU, TASI e TARI. Alla base di tale imposta vi sono due presupposti: uno è legato al mero possesso del bene, l'altro è invece legato ad erogazione e fruizione di servizi comunali.

### IMU
Presupposto dell'Imposta municipale propria (IMU) è il possesso di immobili, ma nel novero non vanno prese in considerazioni le abitazioni principali. La natura di tale tributo è patrimoniale ed il soggetto passivo è il possessore dell'immobile. L'introduzione dell'IMU è anteriore rispetto all'Imposta Unica Comunale: essa era infatti applicata già dal 2012. L'introduzione dell'IUC nel 2014 lascia salva la disciplina per l'applicazione dell'IMU, come esplicitamente stabilito dal comma 703 dell'articolo unico della L. 147/2013. C'è dunque una continuità di fondo per quanto riguarda i principi relativi alla tassazione locale patrimoniale sulla ricchezza immobiliare.
La base imponibile è il valore dell'immobile. Soggetti passivi sono il proprietario o il titolare di un diritto reale di usufrutto, uso, abitazione, enfiteusi, superficie. L'imposta municipale propria, essendo un tributo locale, deve essere versata al comune sul cui territorio siano collocati gli immobili.

### TASI
Il Tributo per i servizi indivisibili (TASI) è destinato a finanziare i servizi comunali rivolti all'intera collettività. Affidare ai singoli comuni la gestione dei servizi erogati non rappresenta una novità assoluta: già la TARES predisponeva un tributo che in parte aveva come fine la copertura dei costi per i servizi comunali. Con l'entrata in vigore della L. 147/2013 viene però introdotta una fattispecie tributaria autonoma. Si tratta di un tributo a carico sia del possessore sia di chi utilizza l'immobile. Il presupposto della Tasi è infatti l'avere a disposizione immobili, elemento che indica la partecipazione alla comunità locale. Come detto il soggetto passivo è chi possieda o detenga (a qualsiasi titolo) le unità immobiliari tassabili.

### TARI
La Tassa sui rifiuti (TARI) ha il fine di finanziare i costi del servizio di raccolta e smaltimento dei rifiuti. Il presupposto è il possesso o la detenzione a qualsiasi titolo di locali o aree scoperte, adibiti a qualsiasi uso, suscettibili di produrre rifiuti urbani. In questo caso nel novero dei locali e degli immobili è computata anche l'abitazione principale. Prima dell'istituzione della TARI, avvenuta con la già citata L. 147/2013, per la copertura dei costi del servizio di smaltimento dei rifiuti solidi urbani si sono susseguiti diverse tasse:
1. TARSU
2. TIA 1
3. TIA 2
4. TARES

## Storia
Come si è già avuto modo di dire in precedenza, l'Imposta unica comunale è stata creata in più scaglioni. L'istituzione dell'Imposta municipale propria risale infatti al D.L 28 marzo 2011, n.23 in materia di "Disposizioni in materia di federalismo Fiscale Municipale". Veniva infatti introdotta l'IMU in sostituzione dell'Imposta comunale sugli immobili (ICI), decretando che l'IMU avrebbe trovato compiuta attuazione a partire dall'anno d'imposta 2014. Il D.L. 6 dicembre 2011, n. 201 in materia di "Disposizioni urgenti per la crescita, l'equità e il consolidamento dei conti pubblici" (convertito con modificazioni dalla L. 22 dicembre 2011, la cosiddetta "Manovra Monti") ha però anticipato il termine per l'applicazione del prelievo al 1º gennaio 2012. Veniva al tempo stesso stabilito che l'IMU sarebbe stata applicata in via sperimentale fino al 2014, anno al termine del quale sarebbe tornata all'originaria regolamentazione.
Il governo Letta, con la già citata L. 147/2013, ha introdotto l'Imposta unica comunale all'interno della quale viene inserita anche l'Imposta municipale propria. Viene fatta espressamente salva la disciplina del tributo contenuta dal D.L. 201/2011, dal quale si discosta solamente per alcuni profili marginali.
La L. 28 dicembre 2015, n. 208 in materia di "Disposizioni per la formazione del bilancio annuale e pluriennale dello Stato (legge di stabilità 2016)" ha apportato alcuni cambiamenti all'Imposta unica comunale ma senza stravolgerne la struttura.
Con la L. 27 dicembre 2019, n. 160 in materia di "Bilancio di previsione dello Stato per l'anno finanziario 2020 e bilancio pluriennale per il triennio 2020-2022", termina la sovrapposizione di IMU e TASI. Al posto dei due tributi subentra la nuova IMU. La legge di bilancio 2020 porta dunque alla riforma dell'imposizione immobiliare locale: viene soppressa la TASI e la nuova IMU torna a ripercorrere i tratti distintivi dell'originario tributo, seguendo le disposizioni precedenti l'istituzione dell'IUC.

## Normativa di riferimento
La IUC, come già specificato, è stata introdotta dalla legge di stabilità per il 2014 (L. 27 dicembre 2013, n. 147, in materia di "Disposizioni per la formazione del bilancio annuale e pluriennale dello Stato"). Tale legge si compone di un unico articolo, diversi commi del quale sono dedicati alla disciplina dell'Imposta Unica Comunale e delle sue componenti. Nello specifico:
- I commi 639 e 640 dettano una disciplina generale
- I commi da 641 a 668 normano la TARI
- I commi da 669 a 685 normano la TASI
- I commi da 686 a 692 specificano gli adempimenti relativi all'imposta
- I commi da 693 a 714 e da 717 a 731 disciplinano l'accertamento, le sanzioni e norme varie
- I commi 715 e 716 specificano la deducibilità dell'IMU

L'IMU, essendo di introduzione anteriore rispetto all'Imposta Unica Comunale, non risulta disciplinata dalla legge di stabilità per il 2014. La prima disciplina era contenuta nel D.L. 6 dicembre 2011, n. 201, in materia di "Disposizioni urgenti per la crescita, l'equità e il consolidamento dei conti pubblici" convertito in L. 22 dicembre 2011, n. 214 in materia di "Conversione in legge, con modificazioni, del decreto-legge 6 dicembre 2011, n. 201 recante disposizioni urgenti per la crescita, l'equità e il consolidamento dei conti pubblici". La disciplina dell'IMU è contenuta nel decreto all'art. 13 "Introduzione sperimentale dell'imposta municipale propria".
L'ultimo atto importante da citare è la legge 28 dicembre 2015, n. 208 in materia di "Disposizioni per la formazione del bilancio annuale e pluriennale dello Stato (legge di stabilità per il 2016)". Essa difatti all'art. 1 commi da 10 a 28 e da 53 e 54 introduce alcune modificazioni ai due testi normativi precedentemente citati.
L'Imposta unica comunale è un tributo locale ed al comune è riconosciuta potestà regolamentare.